# Chahyeri (Khojavend)
Chahyeri est un village de la région de Khojavend en Azerbaïdjan.

## Histoire
En 1992-2020, Chahyeri était sous le contrôle des forces armées arméniennes. En 2020, au cours de la deuxième guerre du Haut-Karabagh, la région de Khojavend, y compris le village de Chahyeri est passé sous le contrôle des forces azerbaïdjanaises,.

## Géographie
Le village de Chahyeri de la région de Khojavend est situé dans la circonscription administrative du village de Derekend.

## Économie
La principale occupation de la population est l'élevage, la viticulture et l'agriculture.